# Крижане серце (франшиза)
"Крижане серце" — це медіа-франшиза від Disney, що почалася з однойменного американського анімаційного фільму 2013 року. Режисерами картини були Кріс Бак і Дженніфер Лі, сценарій написав Лі, продюсером виступив Пітер Дель Вечо, музику склав Крістоф Бек, а авторами пісень стали Роберт Лопес і Крістен Андерсон-Лопес. Виконавчим продюсером фільму був Джон Лассетер, тодішній головний креативний директор Walt Disney Animation Studios. Оригінальний сюжет створено за мотивами казки Ганса Крістіана Андерсена "Снігова королева".
З моменту виходу фільму в листопаді 2013 року, франшиза швидко розгорнулася. На сьогоднішній день вона включає різноманітні атракціони тематичного парку Діснея, товари, відеоігри, книги, шоу Disney on Ice, бродвейський мюзикл і два короткометражних анімаційних фільми. Крім того, було випущено продовження анімаційного фільму та нову серію книг. У листопаді 2014 року TheStreet.com зауважив, що "Крижане серце" стало не лише фільмом, але й глобальним брендом, що виявився більш масштабним, будуючи свою франшизу навколо продуктів, тематичних парків і сиквелів, які можуть існувати в наступному столітті. Головний аналітик Boxoffice Філ Контріно визнав, що це стало явищем масового характеру. Зокрема, у 2023 році, до десятої річниці виходу фільму, генеральний директор Disney Боб Айгер назвав "Крижане серце" однією з найуспішніших франшиз компанії, визнаючи його глобальний успіх.

## Історія
У 2013 році вийшов фільм "Крижане серце", який взяв за основу казку Ганса Крістіана Андерсена "Снігова королева". Станом на жовтень 2023 року цей фільм здобув популярність, зібравши у світовому прокаті суму в 1,33 мільярда доларів. У 2014 році він отримав дві престижні нагороди «Оскар» за найкращий повнометражний анімаційний фільм та оригінальну пісню. До червня 2016 року було продано 4,1 мільйона саундтреків фільму, який також отримав понад 51 мільйон переглядів з моменту його випуску в 2013 році.
12 березня 2015 року під час щорічних зборів акціонерів Disney офіційно анонсували, що студія Disney активно працює над повнометражним сиквелем. Короткометражний фільм "Крижана лихоманка" вийшов одночасно з повнометражним фільмом Disney "Попелюшка" у 2015 році. Завдяки успіху цього фільму Disney розпочав реалізацію трьох музичних екранізацій: у парку Disney California Adventure, на Broadway та на круїзному лайнері Disney Cruise Line. Перша з них стартувала в травні 2016 року.
У червні 2016 року Disney оголосив про розширення своєї франшизи під назвою "Крижане північне сяйво". Це розширення бренду включає в себе випуск книг, анімаційних короткометражок та спеціального телевізійного випуску.

## Театральні фільми

### Холодне серце(2013)
"The first priority [for Disney Theatrical in 2016], I have to tell you, is when you have a property that is as beloved and music-based as "Frozen," that has to get an enormous amount of my attention. To say, How do we take this and make a sophisticated, adult evening of theater out of it? Because, as we know with our hits, they have been for that audience that includes the sophisticated theater-goer."— Tom Schumacher, interview with Southern California Public Radio in November 2014
Анімаційний фільм "Крижане серце" з 2013 року отримав визнання критиків і став комерційним успіхом, що викликав зацікавленість у пов'язаних медіа щодо розширення всесвіту "Крижане серце". До червня 2014 року використання цього фільму для візуального натхнення в Норвегії призвело до значного зростання туризму в країні: у першому кварталі 2014 року кількість туристів із Сполучених Штатів збільшилася на 37% порівняно з аналогічним періодом попереднього року. Туроператори, зокрема Adventures by Disney, відгукнулися на це, додавши більше турів до Норвегії.
Коли його запитали про можливі майбутні продовження, Дель Вечо пояснив у березні, що вони з Баком і Лі дуже успішно співпрацюють, і він впевнений, що вони розроблять новий проект. Однак він не може конкретизувати, що це буде на даний момент. Наприкінці квітня голова Walt Disney Studios, Алан Ф. Хорн, повідомив, що насправді не обговорювали питання продовження, оскільки основний пріоритет студії - це запланований бродвейський мюзикл, для якого ще потрібно написати "чотири або п'ять" додаткових пісень Лопесом і Андерсоном-Лопесом. У травні, під час інтерв'ю з Девідом Фейбером з CNBC, глава правління та генеральний директор Disney, Боб Айгер, відповів, що Disney не буде тискати на створення продовження або "примушувати розповідати історії", оскільки це може загрожувати якістю і порівняною успішністю першого фільму. Також він виразив надію, що франшиза "Холодне серце" залишиться важливою для компанії назавжди, аналогічно до "Короля Лева". У червні Лі підтвердила, що головний креативний директор Джон Лассетер дав їй і Баку повну свободу дослідження того, що їх цікавить, і наголосила, що їх очікують зовсім нові початки в роботі над проектом.
5 серпня 2014 року Variety повідомило, що Лі обрала свій наступний проект: екранізацію сценарію роману "Зморшка в часі" Мадлен Л'Енгл з 1962 року, права на яку вже належать Disney. Проте, Лі буде і надалі брати участь у розробці проектів Disney Animation, зокрема, робити нотатки щодо інших проектів, використовуючи той самий процес, який спочатку залучив її до створення "Холодного серця".
28 листопада 2014 року, під час розмови з The Daily Telegraph, Ідіна Менцель відзначила, що всі проекти, пов'язані з продовженням "Крижаного серця" та сценічним шоу, перебувають в процесі розробки. Вона також поділилася своєю участю в цих ідеях, зауваживши: "Ах, так, звісно... Щодо сценічного шоу, я не можу вам точно сказати, що з цього вийде, але щодо фільму, сподіваюся. Ми побачимо. Я просто готуюся до подорожі". Однак 1 грудня, під час інтерв'ю в шоу "Сьогодні" на NBC, Менцель висловила невизначеність: "Ви знаєте, я не маю конкретної інформації. Я просто припускаю, що вони настільки успішні, що у них є певні плани!"
У березні 2015 року, під час інтерв'ю для BuzzFeed щодо «Холодної лихоманки», режисери відгукнулися на поширені чутки про можливе повнометражне продовження та відкинули їх. Бак веселився, сказавши, що коли їм траплялися такі чутки, вони обоє з Лі дивилися один на одного і питали: «Ми це зробимо?» Також приблизно в той же період Лассетер повторив у розмові з Variety свою філософію щодо створення продовжень (особливо обговорюючи «Історію іграшок 4»): "Ми не створюємо продовження тому, що ми хочемо просто заробити гроші. Ми це робимо тому, що кожен з цих фільмів був створений творчою групою кінематографістів, і, на мою думку, вони є власниками цієї інтелектуальної власності. Тому ми розглядаємо це як просте питання: чи існує інша історія, яку ми можемо розповісти в цьому світі? Це бажання повинно виникати саме від групи кінематографістів. Іноді відповідь є очевидною: так. А іноді: «Я люблю персонажів і цей світ, але у мене ще немає конкретної ідеї». І, іноді, це просто «цей фільм був чудовий, але режисер хоче піти далі і створити щось нове».
"Крижане серце" розповідає історію Анни і Ельзи (2 принцес-сестер). У Ельзи є магічні сили льоду, і хоча вони були близькими з народження, вони стають відокремленими, коли Ельза випадково травмує Анну. З роками сили Ельзи виявляються, коли вона заморожує королівство і залишає Арендел. Анна вирушає на пошуки сестри, і разом із Крістофом (збирачем льоду), Олафом (сніговиком) та Свеном (найкращим другом Крістофа) вони вирушають, щоб звільнити своє королівство та знову з'єднатися з Ельзою.

### Крижане серце II(2019)
12 березня 2015 року, під час щорічних зборів акціонерів Disney у Сан-Франциско, оголошено, що "Крижане серце 2" розробляється в Disney. Було офіційно підтверджено, що режисери Бак і Лі повертаються на цій посаді, а Дел Вечо знову виступатиме продюсером. Лассетер пояснив, що в Disney Animation і Pixar, коли йдеться про продовження, це тому, що оригінальні режисери мають ідею, яка настільки вражаюча, що заслуговує продовження для цих персонажів. Щодо "Крижаного серця", режисери вже придумали захопливу ідею для продовження, про яку буде більше інформації, і глядачі повернуться до Еренделла. За словами Los Angeles Times, у Disney відбулись "значні внутрішні дебати" щодо того, чи варто працювати над продовженням "Крижаного серця" в Disney Animation, але успіх першого фільму безперечно вплинув на рішення виступити з продовженням. Місяць пізніше, під час візиту в Австралію, Бак повідомив, що режисери вже мають концепцію для завершення продовження, проте вони ще працюють над історією, яка врешті-решт завершиться цією фінальною частиною. Він визнав тиск, який вони відчувають: "Ми маємо виправдати успіх першого фільму. Це великий виклик, і ми самі будемо дуже вимогливими стосовно якості цього проекту".
У листопаді 2015 року Дель Вечо, який відвідав Університет Дьюка як батько студента-першокурсника, розповів у співбесіді для студентської газети Дьюка, що його дні зараз розділені між двома справами: керування франшизою "Крижане серце" та розробка ідей для продовження "Холодного серця 2" спільно з режисерами. Відповідаючи на питання про очікування від продовження, Дель Вечо зазначив: "Ми захоплені ідеями, які у нас є, але ще занадто рано говорити про них. Ми б не приступили до зйомок продовження, якби не відчували, що маємо здатність розповісти історію, яка буде на рівні або перевершить оригінал".
У березні 2016 року під час рекламного інтерв'ю для The Boss акторку Крістен Белл, яка позичила свій голос Анні в "Крижаному серці", запитали про початок запису продовження. Вона відповіла: "Ні, ще ні. Ми тільки готуємося до цього. Лише щойно написали сценарій, і вони все ще вносять зміни. Проте я вважаю, що ми повинні почати запис цього місяця. Історія чудова, і вона променіє якість... Це зайняло трошки часу, оскільки вони хотіли визначити, яку історію вони хочуть розповісти, що буде важливим і захоплюючим, і я вважаю, що вони це досягли".
У вересні того ж року Белл уточнила в іншому інтерв'ю, що її попередні висловлювання були неправильними, і вона ще не записувала лінії для продовження через те, що у Disney Animation "ще вдосконалюють останні деталі сценарію". Проте в цей час вона вже записала деякі лінії та пісні для інших проектів, пов'язаних із "Крижаним серцем", таких як "Крижані пригоди Олафа".
У квітні 2017 року анонсували, що випуск продовження запланований на 27 листопада 2019 року.
У серпні 2017 року анонсовано, що фільм "Крижане серце II" буде доступний на Disney+ одночасно з виходом "Історії іграшок 4" і "Короля Лева".
У березні 2018 року, в ході інтерв'ю про бродвейське виставлення "Крижане серце", для якого вони, разом із чоловіком, створили нові пісні, Андерсон-Лопес підтвердила, що вони вже записали пісню для продовження, у якому бере участь Белл, що виступає голосом Анни.
У липні 2018 року стало відомо, що Еван Рейчел Вуд і Стерлінг К. Браун переговорюють про можливість приєднання до акторського складу у невизначених ролях. У серпні того ж року Еллісон Шредер, сценарист фільму "Приховані фігури" і недавно "Крістофер Робін" від Disney, була запрошена для допомоги сценаристу Дженніфер Лі. Це сталося після того, як Лі прийняла посаду головного креативного директора Disney Animation, замінивши Лассетера.
1 листопада 2018 року видання Variety повідомило, що Disney змінив дату прем'єри фільму на п'ять днів, переносячи його з оригінально запланованого 27 листопада 2019 року на новий термін - 22 листопада 2019 року. Тизер-трейлер був випущений 13 лютого 2019 року.

### Третій фільм"Крижане серце" без назви
8 лютого 2023 року генеральний директор Disney, Боб Ігер, заявив, що франшиза буде продовжена, адже він анонсував розробку "Крижаного серця III".

### Четвертий фільм "Крижане серце" без назви
За кілька місяців, конкретно 16 листопада 2023 року, під час урочистостей відкриття парку "Крижане серце" у Гонконзькому Діснейленді, Боб Айгер оголосив про розробку додаткових елементів для "Крижаного серця".

## Відео ігри
Відеогра з назвою "Frozen: Olaf's Quest" була випущена 19 листопада 2013 року для платформ Nintendo DS і Nintendo 3DS. Гра, розроблена компанією 1st Playable Productions і опублікована GameMill Entertainment, розгортається після подій, що відбулися у фільмі. У цій грі Олаф повинен використовувати свої унікальні здібності сніговика, щоб вижити протягом 60 рівнів.
Фігурки Анни та Ельзи для ігрової відеогри Disney Infinity були представлені у вигляді фігурок у коробці 26 листопада 2013 року. Однак обидві фігурки стали доступні окремо 11 березня 2014 року.
Крім того, Disney Mobile випустило гру типу "три в ряд" під назвою "Frozen: Free Fall" для платформ Android, iOS, Windows Phone та PlayStation 4. Гра відбувається в королівстві Аренделл і тісно слідує оригінальній історії фільму, де гравці можуть об'єднатися з Анною, Ельзою, Крістофом, Гансом, Олафом, Паббі, та Свеном, щоб вирішувати головоломки за допомогою унікальних можливостей кожного персонажа.
На веб-сайті Disney доступні шість міні-ігор. Крім того, у Японії Sony випустила обмежене видання консолі PlayStation 4, висвячене "Frozen", одночасно з виходом фільму на японський ринок домашнього відео.
У 2014 році "Крижане серце" було взяте під великий акцент разом з іншим власним продуктом Disney - дитячою багатокористувацькою онлайн-рольовою грою "Клуб пінгвінів". Вона тимчасово прийняла тематику "Крижаного серця" до Різдва, і Frozen Party тривала з 21 серпня по 3 вересня 2014 року.
У 2015 році гра "Frozen Free Fall: Snowball Fight" була випущена для платформ PlayStation 4, PlayStation 3, Xbox One, Xbox 360 і Steam.
У рамках обмеженої часової події 2016 року у світі гри Disney Magic Kingdoms, зосередженої на "Крижаному серці", були введені в гру як геймплейні персонажі Анна, Ельза, Олаф, Крістофф, Свен і Ганс, а також кілька атракціонів, які базуються на локаціях фільму. Під час іншої обмеженої події 2019 року, фокус якої був на "Крижаному серці II", були додані до гри як геймплейні персонажі Райдер, Хонімарен і Вогняний Дух, а також ряд атракціонів, які ґрунтуються на подіях продовження. Гра також має додаткові костюми для персонажів, взяті з їхнього вигляду в фільмах і короткометражках з універсуму франшизи.
У світі, інспірованому "Крижаним серцем", королівство "Аренделл" виступає місцем подій у кросоверній відеогрі Kingdom Hearts III, випущеній у 2019 році. У грі акторський склад озвучує ролі так само, як у фільмі.
Також, у грі Disney Heroes: Battle Mode головні ролі виконують Ельза, Анна, Крістоф та Олаф. Свен також представлений у зеленому костюмі Крістоффа.
Персонажі Анна, Ельза та Крістофф представлені у власних образах з фільму "Крижане серце II" у відеогрі "Disney Dreamlight Valley", де гравець може зустріти їх, розгортаючи сюжет гри.

## Настільні ігри
Разом з фільмами "Крижане серце" було випущено не менше 24 настільних ігор. Серед цих ігор є спеціальні видання класичних гравців, таких як Monopoly, Don't Break the Ice, Candy Land, Chutes and Ladders, Labyrinth і Yahtzee.

## Телебачення
Перший фільм "Крижане серце" відіграв важливу роль у четвертому сезоні серіалу "Одного разу", що створений студією ABC, яка належить Disney. У завершенні фіналу третього сезону, який відбувся 11 травня 2014 року, було представлено нову сюжетну лінію, що включала елементи з "Крижаного серця" та зосереджувалася на прибутті Ельзи після того, як її урна випадково потрапила в портал подорожі в часі з "Зачарованого лісу" до сучасного Сторібрука, штат Мен. Виконавчі продюсери серіалу пояснили, що не було прохання від Disney створити кросовер, але вони захопилися "Крижаним серцем" після його прем'єри у листопаді. Вони переглянули його тричі, розробили ідею сюжету в лютому і успішно представили її ABC Studios, мережі ABC та менеджерам бренду Disney. Продюсери поділилися, що їхня кімната для сценаристів була наповнена вдячністю за "Холодне серце", і вони були б віддячні, якщо оригінальні актори вирішили б повторити свої ролі. Продюсер Адам Горовіц зауважив, що їхня мета - не "повторити" фільм, але врахувати унікальні риси персонажа з "Крижаного серця" та забезпечити, щоб новий матеріал вписувався в улюблений всесвіт, який усі полюбили минулого року.
Анна, Ельза та Крістофф брали участь у шоу, у якому грали Джорджина Хейг (в ролі Ельзи), Елізабет Лейл (в ролі Анни) та Скотта Майкла Фостера (в ролі Крістоффа). Серед інших персонажів з "Крижаного серця", які з'явилися в серіалі, був Ганс (з'явився в третьому епізоді четвертого сезону), зіграний Тайлером Джейкобом Муром, та голос рок-троля Пеббі, який належав Джону Ріс-Девісу. Сюжетний ліній четвертого сезону відбувався два роки після подій анімаційного фільму. Арка завершилася після дванадцятого епізоду сезону під назвою "Герої та лиходії". Персонажі час від часу згадувалися, а локації були представлені з того часу.
Спеціальний годинний серіал з назвою "Історія Крижаного серця: створення класики анімаційних фільмів Діснея" був транслюваний 2 вересня 2014 року на каналі ABC. Програма включала інтерв'ю з деякими акторами та творчою командою фільму, відзняті кадри з Норвегії, які надихнули створення "Крижаного серця", анонс щодо подальшого розвитку франшизи та попередній погляд на героїнь Анну, Ельзу та Крістофа у "Одного разу". Спеціальний випуск також включав короткий огляд героя 6 від Walt Disney Animation Studios.
Олаф з'явився в епізоді Софії Першої, який отримав назву "Таємна бібліотека: Олаф і історія міс Неттл". Прем'єра відбулася 15 лютого 2016 року на каналах Disney Channel і Disney Junior, а озвучення персонажа знову виконав Джош Гед.
В середині грудня 2019 року на платформі Disney+ з'явився анімаційний телевізійний шоу "Yule Log у замку Аренделл". Протягом приблизно трьох годин у вогнищі замку Еренделл палає святкове поліно, а також виступають Крістофф, Олаф і Свен. Оновлена версія цього шоу була представлена у грудні 2020 року.

## Короткометражні фільми

### Крижана лихоманка(2015)
Frozen Fever - це короткий сиквел, який виходив на початку 2015 року. Анонс короткометражного фільму був зроблений Лассетером під час презентації «Історії Крижаного серця: створення класики мультфільмів Disney». Режисерами повернулися Лі та Бак, а продюсерами короткометражки стали Дель Вечо та Еймі Скрібнер, а також з новою піснею від Лопеса та Андерсон-Лопеса. У цьому короткометражному фільмі Ельза та Крістоф організовують день народження для Анни, але сили льоду Ельзи ставлять під загрозу вечірку.
«Крижана лихоманка» вперше показали в кінотеатрах разом з анімаційним фільмом Disney "Попелюшка" 13 березня 2015 року. Короткометражний фільм був випущений на комбінован

### Міф: Крижана історія(2019)
Myth: "A Frozen Tale" - це короткометражний фільм про віртуальну реальність від режисера Джеффа Гіпсона, який вперше був представлений одночасно з "Крижаним серцем II". Еван Рейчел Вуд грає роль матері Еренделл, яка розповідає історію про чотирьох елементалів. 11 червня 2020 року вийшов короткометражний VR для Oculus Quest, а "плоска" версія стала доступною на Disney+ 26 лютого 2021 року.

### Одного разу сніговик(2020)
Once Upon a Snowman, короткометражний фільм, вийшов в ексклюзивному розповсюдженні на платформі Disney+ 23 жовтня 2020 року. У цьому короткому фільмі розповідається про походження Олафа, починаючи від моменту його створення Ельзою під час подій «Відпусти», і до його першої зустрічі з Анною, Крістоффом і Свеном в оригінальному фільмі. Голос Олафа у фільмі належить Джошу Геду.

## ТБ спец

### Крижані пригоди Олафа(2017)
Спеціальна серія "Крижані пригоди Олафа", яка вийшла в 2017 році, має режисерів Кевіна Детерса і Стіві Вермерс-Скелтона ("Підготовка та посадка", "Підготовка та посадка: Операція: Таємний Санта"), а продюсером став Рой Конлі ("Заплутана історія", "Великий герой 6"). Спеціальний серіал триває 21 хвилину і був показаний під час представлення "Створення Крижаного серця: Повернення до Аренделле". Він отримав обмежений кінотеатральний реліз, прем'єра якого відбулася 22 листопада 2017 року, одночасно з фільмом Pixar "Коко", і вперше транслювався на телеканалі ABC 14 грудня того ж року. DVD/Blu-ray для короткометражного фільму було випущено в США та Канаді 13 листопада 2018 року.

## Короткі серії

### Вдома з Олафом(2020)
6 квітня 2020 року Disney випустила серію коротких відеокліпів, присвячених Олафу, на своїх каналах у YouTube і Twitter. У цих короткометражних фільмах Джош Гад повторює свою роль Олафа, анімовані Гайрумом Осмондом та іншими аніматорами, які працювали з дому. Ці короткі відео були створені під час пандемії COVID-19. Серіал завершився 13 травня того ж року спеціальним музичним монтажем під назвою "Я з тобою". Останній включає уривки з інших анімаційних фільмів Disney, таких як "Дамбо", "Попелюшка", "Красуня і Чудовисько", "Геркулес", "Ральф-руйнівник", оригінальне "Крижане серце" та інші. Усього було випущено 21 короткометражний фільм.

### Olaf Presents(2021)
Olaf Presents вийшов на Disney+ 12 листопада 2021 року, синхронізуючись із Днем Disney+. Ця серія короткометражок фокусується на Олафі, який розповідає історії Діснея "так, як тільки він може". Ідея для серіалу виникла після сцени у фільмі "Крижане серце II", де Олаф у 90 секундах переспівав весь перший фільм. П'ять історій з цієї серії включають в себе "Русалочка", "Аладдін", "Король Лев", "Заплутана історія" та "Моана".

## Документальні фільми

### Into the Unknown: Making Frozen II(2020)
26 червня 2020 року на Disney+ був запущений документальний серіал, присвячений створенню "Крижаного серця", під назвою "Into the Unknown: Making Frozen II". Складаючись з шести епізодів, серіал розкриває процес виробництва та озвучення "Крижаного серця" протягом останнього року розробки фільму. Режисеркою виступила Меган Хардінг, а продюсером – Lincoln Square Productions. Хардінг мала за мету чесно представити виробничий процес, і знімальна група вела зйомки протягом 115 днів.

## Музика
У складі франшизи "Крижане серце" є численні пісні, які досягли незалежного успіху поза межами фільмів, в яких вони були вперше представлені. Серед таких композицій:

### Крижані пригоди Олафа(2017)
- " Дзвони в сезон "
- « Балада про Флеммінград »
- « Та пора року »
- « Коли ми разом »

### Вдома з Олафом(2020)
Саундтрек до "Крижаного серця" також виявився дуже успішним, ставши найбільш продаваним альбомом 2014 року з понад 10 мільйонами проданих копій. Пісня "Let It Go" також виборола п'яте місце серед найбільш продаваних синглів 2014 року. Окрім цього, існує радіопрограма під назвою Frozen Radio, яка використовується для трансляції композицій з "Крижаного серця" та інших пісень Disney для слухачів. Додатково, була створена пісня під назвою "The Making of Frozen" як частина повнометражного фільму для випуску "Крижаного серця" на DVD/Blu-ray.
Окрім пісень, які входять до саундтреку фільму, бродвейська постановка розширила свій музичний вміст на 11 додаткових пісень і 3 репризи, включаючи репризу "Let It Go" як фінальну композицію. У 2019 році для північноамериканського туру була внесена зміна, а саме, додано нову пісню "I Can't Lose You" замість "For The First Time in Forever (reprise)". Цю модифікацію також впроваджено в бродвейську постановку, починаючи з 18 лютого 2020 року.

## Живі шоу
Внаслідок успіху фільму, компанія Disney розпочала розробку трьох музичних адаптацій: для театрального атракціону в Гіперіон у парку розваг Disney California Adventure, для постановки на Broadway та для шоу на кораблях Disney Cruise Line.

### Дісней на льоду
20 травня 2014 року було оголошено, що компанія Feld Entertainment Disney on Ice планує проведення ковзаного шоу, заснованого на "Крижаному серці", з використанням продюсерів і режисерів фільму. Зазначалося, що шоу стартує у вересні 2014 року в місті Орландо, штат Флорида, і включатиме акторський склад з 39 учасників. Світова прем'єра серіалу відбулася 4 вересня 2014 року в Amway Center в Орландо.
У листопаді того ж року компанія Feld Entertainment повідомила, що продала 250 000 квитків у перший день їх доступності, і прогнозувала, що до кінця 2014 року шоу Frozen відвідає більше мільйона глядачів.

### Бродвейський мюзикл (2018)
У січні 2014 року Айгер заявив, що Disney Theatrical Productions перебуває на етапі раннього розроблення сценічної мюзикл-адаптації "Крижаного серця" для Бродвею. Конкретна дата для цієї адаптації ще не була визначена. "Ми не вимагаємо швидкості", - сказав Айгер. "Ми вимагаємо відмінності".
Під час фінансового звіту Disney у лютому 2014 року Айгер привітав "всіх, хто був задіяний у створенні 'Крижаного серця'" та повторив, що він "перейде на Бродвей". Він також зауважив, що у Frozen "є справжній потенціал франшизи" і передбачив, що "Ви побачите 'Крижане серце' в більшій кількості місць, ніж ви, безумовно, бачили сьогодні".
У кінці березня 2014 року Дель Вечо підтвердив, що "виникали обговорення щодо того, як можна розширити присутність персонажів [фільму] в інших місцях" і що "ми також розглядаємо можливість створення театральної [музичної] версії 'Крижаного серця', але це вимагає часу". Наприкінці червня Андерсон-Лопес і Лопес оголосили, що мюзикл на основі "Крижаного серця" буде знятий через "кілька років".
У жовтні 2014 року під час інтерв’ю Томас Шумахер, який обіймає посаду президента Disney Theatrical Group, розповів, що обговорення про створення мюзиклу розпочалися ще до виходу фільму, практично рік тому. Після перегляду "Крижаного серця" на попередньому опівнічному показі він вислав Лассетеру повідомлення о 1:30 з питанням "Коли ми можемо розпочати?" і отримав відповідь від Лассетера протягом 60 секунд. Шумахер пояснив: "Моя робота - це збирати команду сценаристів фільму. Я вже обговорював це з режисерами, у мене є концепція дизайну, і ми маємо почати реалізацію цієї ідеї. Це не повинно бути поспішено, воно повинно бути великолепним".
13 лютого 2015 року Шумахер висловив коротке підтвердження того, що автори пісень працюють над шоу і що Лі пише "книгу" для сценічної версії (музичний еквівалент сценарію). Він також підкреслив, що "ніякого іншого персоналу чи дати не оголошено".
23 липня 2015 року The New York Times повідомив, що автори пісень працюють над десятком нових композицій для мюзиклу "Крижане серце".
9 лютого 2016 року Disney Theatrical оголосив, що мюзикл планується вивести на Бродвей весною 2018 року. У той момент також було підтверджено, що до творчої групи мюзиклу приєдналися додаткові талановиті особистості, такі як Тімберс у ролі режисера, а також Стівен Оремус, Пітер Дарлінг, Боб Кроулі та Наташа Кац. Через два дні було оголошено, що в серпні 2017 року мюзикл вперше буде представлений передбродвейському аудиторії в Денверському центрі виконавських мистецтв. У квітні 2016 року стало відомо, що Бетсі Вулф отримала роль Ельзи, але 26 квітня представник Disney повідомив, що жодні ролі офіційно не було призначено.
25 квітня автори пісень повідомили інтерв'юеру, що наступного тижня планують вирушити в лабораторію для розробки мюзиклу. Андерсон-Лопес пояснила, що хоча "у фільмі всього сім з половиною пісень... ми написали близько 23" для мюзиклу, в тому сенсі, що вони подвоїли кількість оригінальних пісень, а також є репризи з них. Лопес пояснив, що мюзикл буде розгортатися за тією ж історією, що й фільм, але всі культові моменти з фільму адаптували до музично-театрального середовища. Пізніше було повідомлено, що перша дослідницька лабораторія мюзиклу тривала два тижні у травні 2016 року в Нью-Йорку з участю Бетсі Вулф у ролі Ельзи, Патті Мурін у ролі Анни, Окіеріете Онаодуан у ролі Крістоффа та Грега Гілдрета в ролі Олафа, і при цьому сам Боб Айгер був присутній на лабораторії протягом певного часу. Однак Disney ще не визначив акторський склад для пробного виставлення в Денвері.
27 вересня 2016 року компанія Disney представила новий творчий склад для мюзиклу: режисером був обран Майкл Грандідж, а сценографією займався Крістофер Орам. Крістофер Гаттеллі, який раніше був анонсований як хореограф, також приєднався до команди. (Алекс Тімберс і Боб Кроулі вже не брали участі.) Прем'єра мюзиклу відбулася на Бродвеї в театрі Сент-Джеймс. 11 березня 2020 року, за один день до тимчасового закриття Бродвею через пандемію, вистава була припинена після 26 вистав та 825 попередніх показів.

## Подкаст
27 вересня 2023 року вийшов новий подкаст під назвою Frozen: Forces of Nature на платформі Wondery, але лише 11 жовтня 2023 року перші два епізоди були доступні на інших сервісах подкастів.

## Рецепція

### Касова продуктивність
Фільм "Замрізле королівство" здобув прибуток у розмірі 400,7 мільйонів доларів США в Північній Америці та близько 880 мільйонів доларів США в інших країнах, що в сумі становить 1 280 802 282 доларів по всьому світу. Згідно з оцінкою Deadline Hollywood, після врахування всіх витрат, фільм приніс прибуток понад 400 мільйонів доларів. Це стало шістнадцятим результатом за касовим збором (раніше був п'ятым), третім серед анімаційних фільмів за касовими зборами (раніше у верхній п'ятірці), найбільш прибутковим фільмом 2013 року, третім серед фільмів від Walt Disney Pictures і десятим за касовими зборами серед фільмів Disney загалом. Фільм здобув 110,6 мільйонів доларів у світовому прокаті протягом перших вихідних. 2 березня 2014 року, на 101-й день прокату, він перевищив позначку в 1 мільярд доларів, ставши восьмнадцятим фільмом в історії кінематографа, сьомим фільмом Disney, п'ятим фільмом без продовження, другим фільмом Disney в 2013 році (після "Залізної людини 3") і першим анімаційним фільмом після "Історії іграшок 3", який досягнув цього успіху.
| плівка        | Дата випуску           | Каса Валова             | Каса Валова             | Каса Валова               | Рейтинг за весь час | Рейтинг за весь час | Бюджет                | Список літератури |
| плівка        | Дата випуску           | Вітчизняний             | іноземні                | Світовий                  | Вітчизняний         | Світовий            | Бюджет                | Список літератури |
| ------------- | ---------------------- | ----------------------- | ----------------------- | ------------------------- | ------------------- | ------------------- | --------------------- | ----------------- |
| Заморожені    | 27 листопада 2013 року | 400 953 009 доларів США | 933 338 562 дол         | 1 334 291 571 дол         | #39                 | #16                 | 150 мільйонів доларів | [ 2 ]             |
| Заморожені II | 22 листопада 2019 р    | 477 373 578 доларів США | 972 653 355 доларів США | 1 450 026 933 доларів США | #17                 | #19                 | 150 мільйонів доларів | [ 3 ]             |
| Всього        | Всього                 | US$878 111 587          | US$1 852 717 628        | US$2 730 829 215          | -                   | #22                 | 300 мільйонів доларів | [ 4 ]             |

### Критична відповідь
| плівка                | Гнилі помідори     | Метакритика      |
| --------------------- | ------------------ | ---------------- |
| Заморожені            | 90% (241 відгук)   | 74 (43 відгуки)  |
| Заморожені II         | 77% (312 відгуків) | 64 (47 відгуків) |
| Крижані пригоди Олафа | 57% (7 відгуків)   |                  |
| Олаф представляє      | 100% (5 відгуків)  |                  |

## Товар
5 лютого 2014 року під час телефонної конференції компанії Walt Disney Company щодо доходів за перший квартал 2014 року Айґер натякнув на великий попит на товари "Frozen". Старший виконавчий віце-президент і головний фінансовий директор Disney Джей Расуло зауважив, що у минулому кварталі предмети "Frozen" були найбільш затребуваними товарами в магазинах Disney.
У березні 2014 року Bloomberg Businessweek повідомив, що компанія Disney продала майже 500 000 ляльок Анни та Ельзи, включаючи 5 000 обмежених тиражів, які розпродалися онлайн лише за 45 хвилин у січні. Після випуску домашнього відео в середині березня попит ще зрос, індустріальний експерт іграшок Джим Сілвер пояснив, що домашнє відео дозволяє дітям "переглядати його знову і знову" та "закохуватися" в героїв фільму.
Кріс Бак, режисер, у квітневому інтерв’ю 2014 року зазначив, що вони навіть не купили нічого для себе, "думаючи, що це не буде проблемою, а тепер усе розпродано!" До середини квітня споживчий попит у США на товари "Frozen" був настільки високим, що ціни на обмежені ляльки та костюми "Frozen" різко піднялися на понад 1000 доларів на eBay. Дісней та його ліцензіати організували швидке авіаперевезення свіжого асортименту для роздрібних торговців, які зазнали напруженості від розчарованих батьків, деякі з яких висловлювали своє розчарування через соціальні мережі, такі як сторінка Disney Store у Facebook.
Аналітик Needham & Co. Шон МакГоуен порівняв цю ситуацію з божевіллям Cabbage Patch Kids у 1980-х роках, де "попит... зумовлений дефіцитом через соціальний статус, пов’язаний із можливістю знайти це". Унаслідок дефіциту деякі батьки вибрали шлях "зроби сам", а інші замовили індивідуальні копії на сайтах рукоділля, таких як Etsy. Звіт про подібний брак заморожених товарів надходив весною 2014 року з Великої Британії, Канади, Австралії, Нової Зеландії, Франції та Сінгапуру.
У квітні під час інтерв’ю віце-президент магазину Disney Store Джонатан Сторі визнав, що, незважаючи на те, що Disney розраховував на успіх фільму, "попит перевищив їхні очікування". Також було заявлено, що буде негайно розпочато поставки більшого асортименту товарів "Frozen" у магазини Disney Store шляхом регулярних доставок, і планується розробка нових продуктів для випуску протягом року.
Конкретно до кінця квітня Disney Parks встановив обмеження на п'ять предметів у своїх магазинах, а Disney Store вирішило обмежити кількість товарів до двох екземплярів, обмеживши випуск найбільш популярних товарів у магазинах, що відкриваються в суботу вранці. Крім того, гостей закликали брати участь у лотереї, щоб отримати можливість придбати дуже популярні костюми Ельзи.
Під час телефонної конференції The Walt Disney Company щодо фінансових результатів за другий квартал 2014 року, яка відбулася 6 травня 2014 року, Айґер висловив думку, що "Крижане серце" є безумовним лідером, ймовірно, серед п'ятірки наших найкращих франшиз, і повідомив, що компанія планує повністю використовувати його переваги протягом щонайменше наступних п'яти років. Він також розкрив, що Disney продовжує працювати над мюзиклом, а також розробляє видавничі, інтерактивні та тематичні проекти. Расуло додав, що дев'ять із десяти найпопулярніших товарів у магазинах Disney у другому кварталі пов'язані з "Крижаним серцем".
Відповідно до зростаючого інтересу приватних колекціонерів до офіційного образотворчого мистецтва, яке було натхнене фільмом "Крижане серце", перша партія з 10 творів мистецтва, затверджених Disney Fine Art, була випущена на продаж у травні 2014 року в художній галереї в Сакраменто, Каліфорнія.
Кілька днів тому, 1 травня 2014 року, стало відомо, що Disney Consumer Products готує всеосяжну програму нових товарів Frozen на 2014 і 2015 роки. Ця програма включатиме додаткові рольові ігри та плюшеві предмети, а також товари для "домашнього декору, ванни, текстилю, взуття", спортивні товари, побутову електроніку, а також іграшки для басейну та літа (останні два з'являться влітку 2015 року). 25 червня 2014 року DCP представила журналістам у Нью-Йорку "святковий ярмарок" до Різдва та святкового сезону 2014 року, який включав різноманітні товари, пов'язані з Frozen. MTV News попередило батьків готуватися "відпустити" і наголосило, що це означає "ваші гроші". На початку серпня журнал Fortune повідомив, що Frozen може досягти обсягу продажів в 1 мільярд доларів тільки на американському ринку (без урахування продажів самого фільму) до кінця 2014 року, причому близько половини цієї суми припадатиме на іграшки. Advertising Age на початку вересня повідомив, що бренд Frozen незабаром розшириться на нові категорії товарів, такі як рюкзаки, фрукти, соки, йогурти, бандажі та засоби для догляду за ротовою порожниною.
Наприкінці вересня рецензент фільму Кайл Сміт з New York Post розповів, що майже рік тому компанія Disney надіслала йому передпродажну копію «Крижаного серця» на DVD для огляду, і це обійшлося йому приблизно в 900 доларів. Він пояснив: «Холодне серце перетворило моїх миленьких дочок на нестримних драконів, які жадібно поїдали товар, і вони тільки ще більше голодніли з кожним нашим годуванням».
9 жовтня 2014 року Ігер, виступаючи на конференції з нових медіа в Сан-Франциско, визнав, що попит на костюми з "Крижаного серця" був надзвичайно великим від моменту виходу фільму. Цей попит виявився ще більшим, ніж будь-коли очікувалося, оскільки, за словами Ігера, "хто міг передбачити?" Він також зазначив, що Disney тепер "повністю готовий" задовольнити цей попит споживачів.
Приблизно в той же період Національна федерація роздрібної торгівлі опублікувала результати опитування, згідно з яким костюми з "Крижаного серця" очікувалося, що стануть четвертою найпопулярнішою категорією дитячих костюмів на Хелловін 2014 року. Прогнозувалося, що приблизно 2,6 мільйона американських дітей оберуть образи з "Крижаного серця". Згідно з підрахунками The Fresno Bee, повне костюмування дівчини у вигляді Ельзи, включаючи всі аксесуари, обійдеться приблизно в 94 долари.
У першій частині листопада повідомлялося, що проблема з нестачею товарів "Frozen" нарешті вирішилася, і компанія Disney разом із своїми ліцензіатами успішно адаптувалися до нової ситуації, де попит на товари "Frozen" виявився надзвичайно великим. Disney оголосив, що продано понад три мільйони костюмів "Крижаного серця" тільки в Північній Америці, причому костюм Ельзи став найбільш продаваним костюмом усіх часів, за ним йде костюм Анни на другому місці. Walmart розпочав святковий сезон 2014 року з асортиментом приблизно з 700 різних товарів, пов'язаних із "Frozen".
Серед продукції під брендом "Frozen", доступної на ринку США наприкінці 2014 року, були клейка стрічка та версія гри Monopoly Junior, що продається під гаслом: "Той, хто зібрав найбільше грошей, розморозить своє морозивне серце та виграє". "Крижаний джаггернаут" був визнаний основною причиною значного зниження показників продажів інших брендів іграшок протягом 2014 року, включаючи Hello Kitty та Barbie. За результатами опитування Національної федерації роздрібної торгівлі за 2014 рік в галузі найкращих святкових іграшок було виявлено, що 20% батьків у США планували купувати товари, пов'язані з "Frozen", для своїх дочок, порівняно з лише 16,8%, які планували придбати товари для Barbie. Це свідчило про те, що іграшки "Frozen" стали першим вибором у "списках бажань дівчат" під час святкового періоду, випереджаючи Barbie, яка займала цю позицію протягом 11 років. Репортер The New York Times, Біньямін Аппельбаум, порівняв вражаючий успіх бренду Disney із товарним брендом "Frozen" з фармацевтичною промисловістю у тому сенсі, що фактичний споживач продукту, як правило, не є тим, хто обертає рахунки: "Зрештою, хто відмовить своїй принцесі?" Пізніше компанія NPD Group розрахувала, що протягом 2014 року продукція "Frozen" принесла більше 531 мільйона доларів валового доходу, роблячи його найкращим іграшковим брендом року.
3 лютого 2015 року Disney Consumer Products оголосила про зростання доходів на 22% та зростання операційного доходу на 46% за квартал, що завершився 27 грудня 2014 року, у порівнянні з відповідним кварталом попереднього року. Найбільшим тягарем цього успіху стали продукти, пов'язані з "Frozen". Під час телефонної конференції Walt Disney Company того самого дня назву "Холодне серце" згадували 24 рази, що перевищує кількість згадок "Зоряні війни", "Месники", "Попелюшка" та "Людина-павук" разом узяті. Це призвело до того, що наступного дня ціна акцій Disney зросла на 8%, досягнувши рекордного рівня в 101,28 долара за акцію.
Успіх бренду продовжився 9 червня 2015 року, коли "Крижане серце" отримало кілька нагород на церемонії вручення LIMA International Licensing Awards у Лас-Вегасі, включаючи найкращу ліцензійну програму та кращий фільм, телебачення або розважальну (анімаційну) програму. Іграшка "Ельза" від Jakks Pacific отримала нагороду в категорії "Ліцензіат кіно, телебачення або розваг (анімація): Hard Goods" (нарівні з "Черепашками-ніндзя" від Playmates Toys), а іграшка Коля отримала нагороду "Роздрібний торговець" за презентацію продуктів "Заморожені".

## Діяльність та локації

### Зустріч і вітання

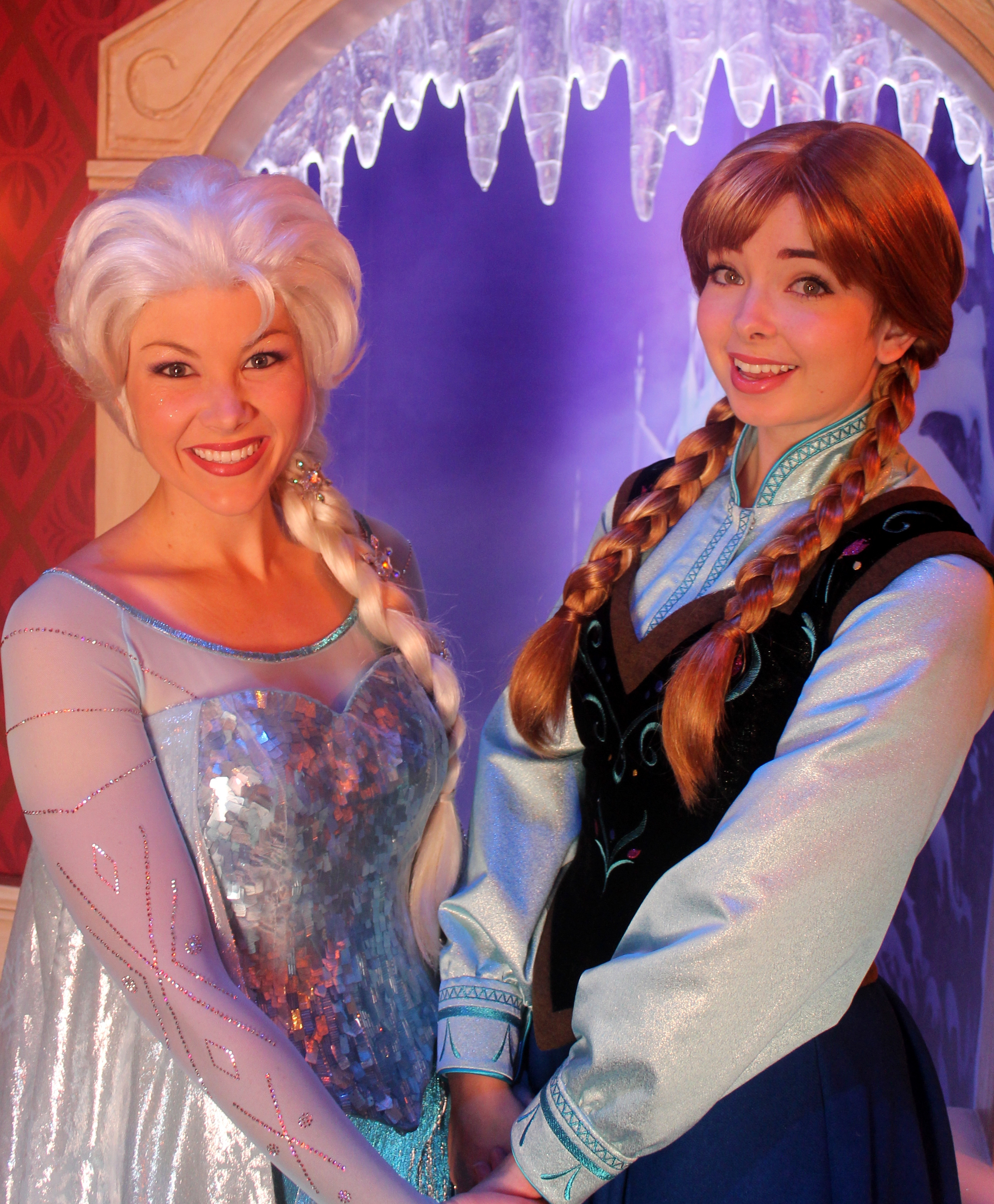
Ельза та Анна під час зустрічі в Діснейленді в 2013 році.

Зустріч і вітання з Анною та Ельзою у Діснейленді та Epcot спочатку були організовані The Walt Disney Studios як тимчасові атракціони, починаючи з листопада 2013 року, з метою просування фільму. Проте, в лютому 2014 року Disney Parks вирішили продовжити їх на невизначений термін у відповідь на неймовірний попит. Зазначається, що на початку березня час очікування становив чотири-п'ять годин для зустрічі з Анною та Ельзою. Це викликало обговорення можливості реакції Disney Parks за допомогою додаткових атракціонів, присвячених "Крижаному серцю".
Після того, як час очікування у норвезькому павільйоні в Walt Disney World Epcot досяг шести годин, у середині квітня зустріч з Анною та Ельзою була переміщена до Princess Fairytale Hall у Magic Kingdom. Тут гості парку мали можливість скористатися новою системою бронювання FastPass+ (частина проекту Disney MyMagic+), щоб уникнути довгих черг. Jezebel.com прокоментував цей феномен, порівнюючи персонажів з "Бітлз", які магнітять великі натовпи шанувальників.
На квітень 2014 року не було жодних планів включення Анни та Ельзи до лінійки Disney Princess, хоча Disney Store підтвердив можливість додавання їх до цієї франшизи в майбутньому. Режисер Кріс Бак, відповідаючи на питання щодо цієї ситуації, визнав це явище як "божевілля". Він власноруч бачив чергу тривалістю в чотири години під час візиту до Діснейленду влітку 2014 року і відмовився від пропозиції іншого відвідувача представити себе величезному натовпу. У вересні 2014 року до зустрічі Анни та Ельзи в Діснейленді була додана система FastPass.
На Різдво 2014 року у гонконзькому Діснейленді в Fantasyland відбулося відкриття зустрічі та привітання з персонажами "Крижаного серця" – Анною та Ельзою. З урахуванням великої популярності фільму для участі у зустрічі з ними вимагався спеціальний квиток, аналогічний Disney Fastpasses. Також пройшла лялькова вистава, присвячена пригодам Олафа у Країні фантазій.
Зустріч і привітання з Анною та Ельзою були вперше введені під час різдвяного сезону у 2014 році (з середини листопада 2014 року до початку січня 2015 року) у паризькому Діснейленді в Павільйоні принцес. Бронювання квитків було доступним щоранку для обмеженої кількості слотів. У зв'язку з великою кількістю людей в черзі та неадекватною поведінкою деяких гостей, зустрічі були призупинені на початку 2015 року і відновлювалися лише неперіодично та без попередження в готель Діснейленд.

### Події та свята

#### Кольоровий світ: Зимові сни(2013, 2014, 2015)
З 15 листопада 2013 року до 6 січня 2014 року пройшов дебют повнометражного вистави під назвою "Кольоровий світ: Зимові сни". Ведучий Олафа (Джош Ґад) представляє шоу, що відзначає зимовий сезон через декілька святкових сегментів, включаючи сцени з "Крижаного серця", "Історії іграшок", "Бембі", "Фантазії", "Сто одного далматина", "Підготовка та посадка", "Таємниці крил", "Заплутаної справи", "Кварія", "Wreck-It Ralph", "Melody Time", "Lady and the Tramp", "Mickey's Once Upon a Christmas", "Beauty and the Beast: The Enchanted Christmas" та різні вінтажні шорти з Міккі Маусом.
У програмі ви почуєте традиційні святкові мелодії, такі як "Glow" від Еріка Вітакра, "Carol of the Bells", "Let it Snow", "It’s the Most Wonderful Time of the Year", "I'll Be Home for Christmas", "Believe", "Silent Night", "Lutcracker Suite", "Jingle Bells", "I Have a Little Dreidel", "Feliz Navidad", "Joy to the World" і "Have Yourself A Merry Little Christmas". Також у програмі прозвучать пісні з "Крижаного серця", такі як "Let It Go" та "In Summer".
У листопаді 2014 року відбулася прем'єра World of Colour: Winter Dreams, яке відрізнялося від пілотного року. Сегмент Glow перед шоу був виключений, але його музика відтворюється після завершення шоу як супровід для виходу. В цілому шоу пройшло серйозні зміни, такі як додавання додаткових пісень з "Крижаного серця", зокрема "Love Is an Open Door" і "Do You Want to Build a Snowman?". Крім того, введено ізопарове полум'я під час серії "Влітку".

#### Мрії Діснея!Різдва
10 листопада 2013 року вперше було представлено святкову версію нічного видовища Disney Dreams!, яке отримало назву Disney Dreams! of Christmas, у паризькому Діснейленді під час різдвяного сезону. Провідними героями шоу стали Олаф і Анна, які відзначають зимовий період за допомогою кількох святкових сегментів. Програма включала в себе епізоди, що нагадують сцени з вистави World of Color: Winter Dreams.
У 2014 році в шоу внесли зміни, які включали створення нового пілотного епізоду, перенесення та вилучення деяких сцен. Також були додані нові сцени з піснями з "Крижаного серця", такими як "In Summer" і "Love Is an Open Door".
Мрії Діснея продовжували тривати протягом кожного різдвяного сезону до 7 січня 2017 року. Шоу повернулося до парку Діснейленд лише на одну ніч під час щорічної вечірки, приуроченої до святкування парку Діснейленд, що відбулася 12 грудня 2019 року.

#### Холодне серце
5 липня 2014 року в Голлівудських студіях Діснея у Walt Disney World було запущено програму "Заморожені літні розваги", яка тривала до 1 вересня. Програма включала щоденний парад, музичні вистави, танцювальні вечірки та салют, а також пропонувала критий ковзанка та магазин із товарами Frozen. Тематичний декор Frozen розташовувався по всьому парку. У відповідь на великий попит, Disney Parks пізніше, 7 серпня, оголосив, що Frozen Summer Fun буде продовжено до 28 вересня.
5 грудня 2014 року Діснейленд оголосив про проведення події під назвою "Frozen Fun" у Disney California Adventure. Незважаючи на те, що деякі атракціони стали доступними вже з 20 грудня, офіційний старт події "Крижане веселощі" відбувся 7 січня 2015 року. Ця подія включала різноманітні активності, такі як "Вперше назавжди: Застигле свято підспівування" в театрі Muppet*Vision 3D, "Сніговий фестиваль Олафа" (з можливістю зустрічі та привітання Олафа), Торговельний пост Wandering Oaken, "Заморозь ніч! Family Dance Party" (тимчасово замінивши Mad T Party) і "Королівське вітання Анни та Ельзи" зустріч у Disney Animation Building (взамін зустрічі в Діснейлендському парку), а також майстер-класи з малювання Олафа або Маршмеллоу в Академії Мультфільму. Крім того, Діснейленд представив виставку "Крижане серце" у Fantasy Faire і оновив атракціон Storybook Land Canal Boats, додаючи село Еренделл із фільму.
11 червня 2015 року в Гонконгському Діснейленді стартував захід "Крижані розваги", який триватиме до 30 серпня. Основною подією цього заходу є фестивальне шоу під назвою "Крижане серце", яке проходить у театрі Crown Jewel в Frozen Village, спеціальній зоні, що розташована в "Чорній скриньці" між Країною пригод і Грізлі Галч. Також у Frozen Village ви зможете відвідати Frozen Festival Square, де можна зустрітися з Олафом, покататися на санях і завітати до Торгового посту Оукена. Серед інших розваг - "Крижана процесія", зустріч і привітання з Анною та Ельзою в Fantasyland, а також уроки малювання Олафа в Академії анімації.

#### Крижане серце Анни та Ельзи
13 січня 2015 року Токійський Діснейленд представив зимову подію, інспіровану "Крижаним серцем". Цей захід включав у себе парад "Крижаного серця" і особливі сцени проєкційного шоу під назвою "Одного разу в замку". Дійство завершилося 20 березня 2015 року.
У 2017 році відбулася прем'єра нового проекційного мапінгу та феєрверку для версії "Крижаного серця" Анни та Ельзи під назвою "Крижане серце назавжди". Режисером цього заходу був Стів Девісон.

#### Заморожене святкування
19 листопада 2019 року Паризький Діснейленд оголосив про запуск нового зимового сезону, інспірованого фільмами «Холодне серце» та «Крижане серце II». Зараз Frozen Celebration відбувається як у парку Діснейленд, так і в парку Walt Disney Studios з 11 січня по 3 травня 2020 року. Головними подіями Frozen Celebration є Frozen 2: An Enchanted Journey та кавалькада-парад-шоу на сцені Central Plaza у парку Діснейленд. Кавалькада представила абсолютно нову платформу з персонажами у костюмах Крижаного серця II, а також шоу з участю пісень з обох фільмів, таких як «Vuelie» (з «Холодного серця») і «Some Things Never Change», «Into the Unknown», «Lost in the Woods» та «Коли я подорослішаю» (з «Крижаного серця II»).
В новому сезоні було введено нове виставкове шоу під назвою "Крижане серце: музичне запрошення", прем'єра якого відбулася раніше, ніж 17 листопада 2019 року, у приміщенні Animation Celebration у парку Walt Disney Studios. Шоу в основному фокусувалося на сюжеті "Крижаного серця", де Анна проводила гостей і Крістофа до льодового палацу Ельзи на Північній горі, щоб приголомшити її. "Крижане серце: музичне запрошення" включало в себе пісні з "Frozen", такі як "Reindeer(s) Are Better Than People", "Let It Go" та "Love Is an Open Door". Також всередині будівлі розташована зустріч і привітання з Олафом. Крім того, гостям був доступний ексклюзивний попередній перегляд "Крижаного серця II" у студії Theatre у виробничому дворику.
На озері у Діснеївському селі відбулося нове ексклюзивне нічне представлення "Magic Over Lake Disney: The Frozen Edition" з використанням рухомих вогняних ефектів, світлодіодних екранів, феєрверків, фонтанів та вогняних струменів, а також саундтреку з обох фільмів "Крижане серце" та "Крижане серце". Покази відбулися 24, 27 та 29 січня 2020 року.

### Діяльність круїзної компанії Disney
22 січня 2015 року було оголошено, що влітку 2015 року до певних маршрутів круїзної лінії Disney Magic і Disney Wonder будуть додані тематичні заходи, присвячені "Крижаному серцю". Це включатиме новий захід з колодою, тематизований "Крижаним серцем", а на кораблі Disney Magic буде впроваджено нову сцену з "Крижаного серця" у рамках сценічного шоу Disney Dreams. Крім того, Анна, Ельза та інші персонажі з "Крижаного серця" будуть зустрічати та вітати гостей на всіх кораблях.

#### Крижане серце, музичний спектакль
У театрі Уолта Діснея на круїзному лайнері Disney Wonder зараз грає одногодинна музична адаптація «Крижаного серця». Прем'єра цього шоу відбулася 10 листопада 2016 року, замінюючи «Історію іграшок: Мюзикл». Це музичне видовище, створене номінанткою на премію «Тоні» Шеріл Каллер, хореографом Джошем Прінсом, сценографом Джейсоном Шервудом, дизайнером костюмів – лауреаткою «Тоні» Паломою Янг, дизайнером світла – Руї Ріта, дизайнером проекцій – Аароном Райном, а режисером ляльок – Майклом Каррі. Навіть хоча вважається найменш екстравагантним, фальшивий сніг включений у кульмінаційну сцену.

### Пам'ятки

#### Бутік Анни та Ельзи (2014–2017)
19 серпня 2014 року було вперше анонсовано, що в середині вересня Elsa & Anna's Boutique (яка замінить Studio Disney 365) відкриє свої двері в районі Downtown Disney на курорті Діснейленд. Пізніше дату відкриття перенесли на 6 жовтня 2014 року, а назву магазину змінили на «Бутік Анни та Ельзи». Магазин пропонує товари, що надихнуті персонажами Анною, Ельзою та Олафом.
У перший день роботи бутіку Anna & Elsa's Boutique відзначився активним інтересом покупців, хоча, як повідомляється, керівництво Disney прагнуло оцінити реакцію споживачів, перш ніж розглядати можливість створення подібних магазинів в інших частинах курорту Disney. У жовтні 2017 року локація була перетворена в Dream Boutique, присвячену всім діснеївським принцесам.

#### Заморожені назавжди
12 вересня 2014 року Walt Disney World оголосив, що в червні 2016 року планується відкриття атракціону "Крижане серце" в рамках Epcot's World Showcase, розташованого у норвезькому павільйоні, замість попереднього атракціону Maelstrom. Новий атракціон обіцяє представити королівство Еренделл з музикою та сценами з фільму, а також забезпечити можливість зустрічі з Анною та Ельзою.
У березні 2015 року режисери Кріс Бак і Дженніфер Лі підтвердили свою участь у розробці нового дизайну атракціону Epcot для парків Діснея. Бак висловив, що атракціон буде вражати сучасною аудіоанімацією і матиме захопливий вигляд.
У червні 2015 року було оголошено, що атракціон отримає назву "Frozen Ever After" і представить королівство Еренделл під час події "Winter in Summer", включаючи появу персонажів з Frozen Fever, таких як Snowgies. Крім того, в атракціоні будуть присутні Анна, Ельза, Крістоф, Свен, Олаф та Маршмеллоу. Відкриття атракціону відбулося 21 червня 2016 року.

#### Жити в Гіперіоні
У вересні 2015 року було оголошено про запуск музичного сценічного шоу в Disney California Adventure, ідею для якого взяли з "Крижаного серця". Шоу представлять на сцені театру Hyperion у парку під назвою "Frozen – Live at the Hyperion". Прем'єра вистави відбулася 27 травня 2016 року та була реалізована за участю команди Walt Disney Creative Entertainment.

#### Fantasy Spring
Замість раніше оголошеного скандинавського порту Fantasy Springs стане найновішим портом в Tokyo DisneySea і включатиме три тематичні зони, які будуть асоційовані із морем: королівство Корона з "Tangled", королівство Аренделл із "Frozen" та Неверленд від Пітера Пена. У зоні "Frozen" розташується село Аренделл і його замок, а також льодовий палац Ельзи на Північній горі. Планується введення нової ресторанної локації в замку Аренделл і розширеної версії атракціону "Frozen Ever After" з Epcot у нову землю. Очікується, що цей розважальний комплекс буде відкритий 6 червня 2024 року.

#### Світ крижаного серця (Гонконгський Діснейленд і парк Walt Disney Studios)
В ході багатолітньої експансії Гонконгського Діснейленду та парку Студії Уолта Діснея в Паризькому Діснейленді обидва парки отримали земельні ділянки, інспіровані Крижаним серцем. Дії обох локацій відбуваються в королівстві Еренделл після подій фільму "Замерзання", коли королева Ельза оголосила День літнього снігу для своїх підданців. На цих теренах розташована розширена версія атракціону "Frozen Ever After", який походить з Epcot, а також нові ресторани, зустрічі та магазини. Унікальний для гонконгського Діснейленду "Frozen Land" включає "Wandering Oaken's Sliding Sleighs" — американські гірки на санках, які відправляють гостей у захопливу подорож по Еренделлу.
20 листопада 2023 року відбулося відкриття "Frozen land" у Гонконгському Діснейленді, яке розташувалося за зоною Fantasyland. З іншого боку, планується, що "Крижана земля" студії Уолта Діснея з'явиться в 2025 році поруч із новою озерною зоною, яка буде розташована зараз за межами існуючої паркової зони.

## Книги та комікси
Видавництво Random House спочатку випустило п'ять книг, пов'язаних із "Крижаним серцем", для англомовних ринків одночасно з виходом фільму. На 29 червня 2014 року всі п'ять книг увійшли до топ-20 найпопулярніших книжок за даними Nielsen для ринку США. Крім того, станом на серпень ці книги протрималися в списку найпродаваніших книг USA Today протягом 148 тижнів, а відділ Random House продав понад 8 мільйонів примірників книг, пов'язаних із "Frozen".
У той час видавництво Random House оголосило про випуск нової серії з чотирьох книг Еріки Девід, яка мала вийти у 2015 році. Перші дві частини, "Anna & Elsa #1: All Hail the Queen" і "Anna & Elsa #2: Memory and Magic", розширюють сюжет за межі подій, показаних у фільмі, представляючи сюжет, який описує знайомство сестер одна з одною, і вони вийшли в січні 2015 року. Крім того, планується випускати три-чотири книги "Frozen" щорічно.
У 2014 році в серії "Мистецтво..." вийшов запис Чарльза Соломона на тему "Крижаного серця" під назвою "Мистецтво «Крижаного серця»", який містив закулісні деталі про виробництво фільму та численні концептуальні твори мистецтва, що визначили остаточний візуальний стиль фільму.
Також, адаптація коміксів "Крижане серце" під назвою "Крижане серце" — графічний роман був випущений у цифровому форматі 23 липня 2014 року видавництвом Disney Press, а друкована версія побачила світ від видавництва Joe Books 27 січня наступного року.
Коміксова серія "Крижане серце Діснея", що видана Dark Horse Comics, створена Джо Караманья з використанням мистецтва творчої студії Kawaii. Цей проект був випущений у серпні 2018 року.
У книзі письменниці Джен Калоніти "Приховуй, не відчувай", яка вийшла в жовтні 2019 року і є сьомим томом серії "Закручена історія", розглядається гіпотетичне питання: "Що сталося б, якби Анна та Ельза ніколи не зустрілися?" У цьому романі, після того як Ельза використовує свої льодові сили проти Анни, вона намагається втрутитися, щоб тролі забули про Анну, але це спричиняє дивне прокляття. Як наслідок, Ельза і Анна не тільки забувають одна про одну, але також Анна замерзає до смерті, якщо наблизиться до Ельзи.
Щоб врятувати життя своїй сестрі, король і королева вирішують відправити Анну жити до старих друзів їхньої матері, які володіють пекарнею в далекому селі. Після смерті батьків Ельза починає відновлювати пам'ять про Анну і вирушає в подорож, щоб повернутися до своєї сестри. Проте їй заважають різні чинники, такі як принц Ганс, призначений герцогом Веселтоном як друг для Ельзи, який задумав стати королем лише для виконання цього плану. У своїх намаганнях вона стикається з невдачами, оскільки Ельза ніколи не бачила в Гансі більше, ніж просто друга.
"Frozen II: Forest of Shadows" вийшла від автора Камілли Бенко 4 жовтня 2019 року. У цьому творі розповідається про загадкове захворювання, яке обрушилося на королівство Еренделл. Ельза і Анна об'єднують зусилля, щоб знайти ліки від цієї недуги, які трапляються безпосередньо перед подіями, що відбулися у фільмі "Крижане серце II".
Прелюдійний роман під назвою "Крижане серце 2: Небезпечні таємниці: Історія Ідуни та Агнарра" від авторки Марі Манкусі був випущений 3 листопада 2020 року. Події книги в основному відбуваються перед подіями першого фільму "Крижане серце" і розповідають про минуле королеви Ідуни та короля Агнарра, їх знайомство та взаємини до народження Ельзи і Анни.

## Розширення бренду

### Крижане північне сяйво
У 2016 році Disney впровадив розширення своєї франшизи під назвою "Крижане північне сяйво". Це нововведення включає в себе короткометражні мультфільми, серії книг, телесеріали та іграшки, які можуть мати характеристики, що потенційно надаються за допомогою LEGO Friends.
Серія розширених книг була запущена 5 липня 2016 року з виданням першої книги "Подорож до вогнів", яку випустила компанія Random House. Авторкою є Сюзанна Френсіс, і книга складається з 224 сторінок. Основні персонажі фільму вирушають в подорож з метою відновлення блиску Північного сяйва та зустрічі з Літл Роком, новим героєм у світі серіалу.
Нова серія, яка включає чотири короткометражні фільми, створені компанією LEGO, була представлена на телеканалі Disney Channel під назвою:
1. Race to Lookout Mountain [11] (так само Race to Lookout Point) [12]
2. Out of the Storm [13]
3. Великий льодовик [14]
4. Відновлення північного сяйва [15]

Повний ефір цього спеціального випуску відбувся 9 грудня 2016 року. Заголовок цього короткометражу - LEGO Frozen Northern Lights (також відомий як Frozen: Magic of the Northern Lights у Великій Британії та Lego Frozen Northern Nights в інших регіонах). Цей спеціальний випуск, який представив повернення голосів Крістен Белл, Ідіни Менцель, Джонатана Гроффа і Джоша Геда, був висвітлений як короткометражка. Серіал переглянуло 2,01 мільйона глядачів і зайняв п'яте місце серед кабельних телепередач.

## Зовнішні посилання
- Офіційний сайт
- Frozen musical website

1. ↑  Lanz, Michelle (18 листопада 2014). Why it took Disney 18 years to bring 'Hunchback of Notre Dame' to the U.S. stage. Southern California Public Radio. Архів оригіналу за 12 травня 2015. Процитовано 26 квітня 2015.
2. ↑  Frozen (2013). Box Office Mojo.
3. ↑  Frozen II. Box Office Mojo. Процитовано 17 січня 2021.
4. ↑  Frozen at the Box Office. Box Office Mojo.
5. ↑  Frozen (2013). Rotten Tomatoes. Процитовано 23 листопада 2019.
6. ↑  Frozen (2013) Reviews. Metacritic. Процитовано 23 листопада 2019.
7. ↑  Frozen II (2019). Rotten Tomatoes. Процитовано 2 лютого 2020.
8. ↑  Frozen II Reviews. Metacritic. Процитовано 11 січня 2020.
9. ↑  Olaf's Frozen Adventure (англ.), процитовано 17 березня 2022
10. ↑  Olaf Presents (англ.), процитовано 17 березня 2022
11. ↑  LEGO Disney Frozen Northern Lights (Part 1/4): Race to Lookout Mountain. YouTube. 10 грудня 2016. Архів оригіналу за 13 січня 2017.
12. ↑  Frozen: Northern Lights. Radio Times. Архів оригіналу за 20 грудня 2016. S1-E1 Race to Lookout Point
13. ↑  LEGO Disney Frozen Northern Lights (Part 2/4): Out of the Storm. YouTube. 11 грудня 2016. Архів оригіналу за 13 січня 2017.
14. ↑  LEGO Disney Frozen Northern Lights (Part 3/4): The Great Glacier. YouTube. 12 грудня 2016. Архів оригіналу за 28 грудня 2016.
15. ↑  Frozen: Northern Lights. RadioTimes. Архів оригіналу за 12 лютого 2017. Процитовано 12 лютого 2017.